# Damasippoididae
Damasippoididae är en familj av insekter. Damasippoididae ingår i överfamiljen Aschiphasmatoidea, ordningen Phasmida, klassen egentliga insekter, fylumet leddjur och riket djur. Enligt Catalogue of Life omfattar familjen Damasippoididae 6 arter. 
Kladogram enligt Catalogue of Life:
| Damasippoididae | \| \| Damasippoides \| \| \| \| \| \| Pseudoleosthenes \| \| \| \| |
|                 | \| \| Damasippoides \| \| \| \| \| \| Pseudoleosthenes \| \| \| \| |
|                 | Aschiphasmatidae                                                   |
|                 |                                                                    |
|                 | Prisopodidae                                                       |
|                 |                                                                    |
|                 | Damasippoides                                                      |
|                 |                                                                    |
|                 | Pseudoleosthenes                                                   |
|                 |                                                                    |

|  | Damasippoides    |
|  |                  |
|  | Pseudoleosthenes |
|  |                  |